# Kom (Gračac)
Kom es una localidad de Croacia en el ejido del municipio de Gračac, condado de Zadar.

## Geografía
Se encuentra a una altitud de 979 m s. n. m. a 277 km de la capital nacional, Zagreb.

## Demografía
En el censo 2011 el total de población de la localidad fue de 34 habitantes.
| Gráfica de población de Kom 1857-2011                               |
|                                                                     |
| Según los censos de población de la oficina estadística de Croacia. |